# Tgapeala Cotschna
Tgapeala Cotschna är en bergstopp i Schweiz.   Den ligger i regionen Albula och kantonen Graubünden, i den östra delen av landet, 170 km öster om huvudstaden Bern. Toppen på Tgapeala Cotschna är 2 712 meter över havet.
Terrängen runt Tgapeala Cotschna är huvudsakligen bergig, men den allra närmaste omgivningen är kuperad. Närmaste större samhälle är Chur, 16,5 km norr om Tgapeala Cotschna. 
I omgivningarna runt Tgapeala Cotschna växer i huvudsak barrskog. Runt Tgapeala Cotschna är det glesbefolkat, med 14 invånare per kvadratkilometer.